# Naoya Tomita
Naoya Tomita (jap. 冨田尚弥 Tomita Naoya; ur. 22 kwietnia 1989) – japoński pływak specjalizujący się w stylu klasycznym.
W 2009 zdobył srebrny medal uniwersjady w konkurencji pływackiej 200 m st. klasycznym, był również uczestnikiem mistrzostw świata w Rzymie, na których medalu nie zdobył. Na 200 m st. klasycznym wywalczył złoty medal igrzysk azjatyckich w Kantonie, poza tym sięgnął po złoty medal mistrzostw świata na krótkim basenie w 2010 roku w tej samej konkurencji.